# Frontière entre l'Angola et la Namibie

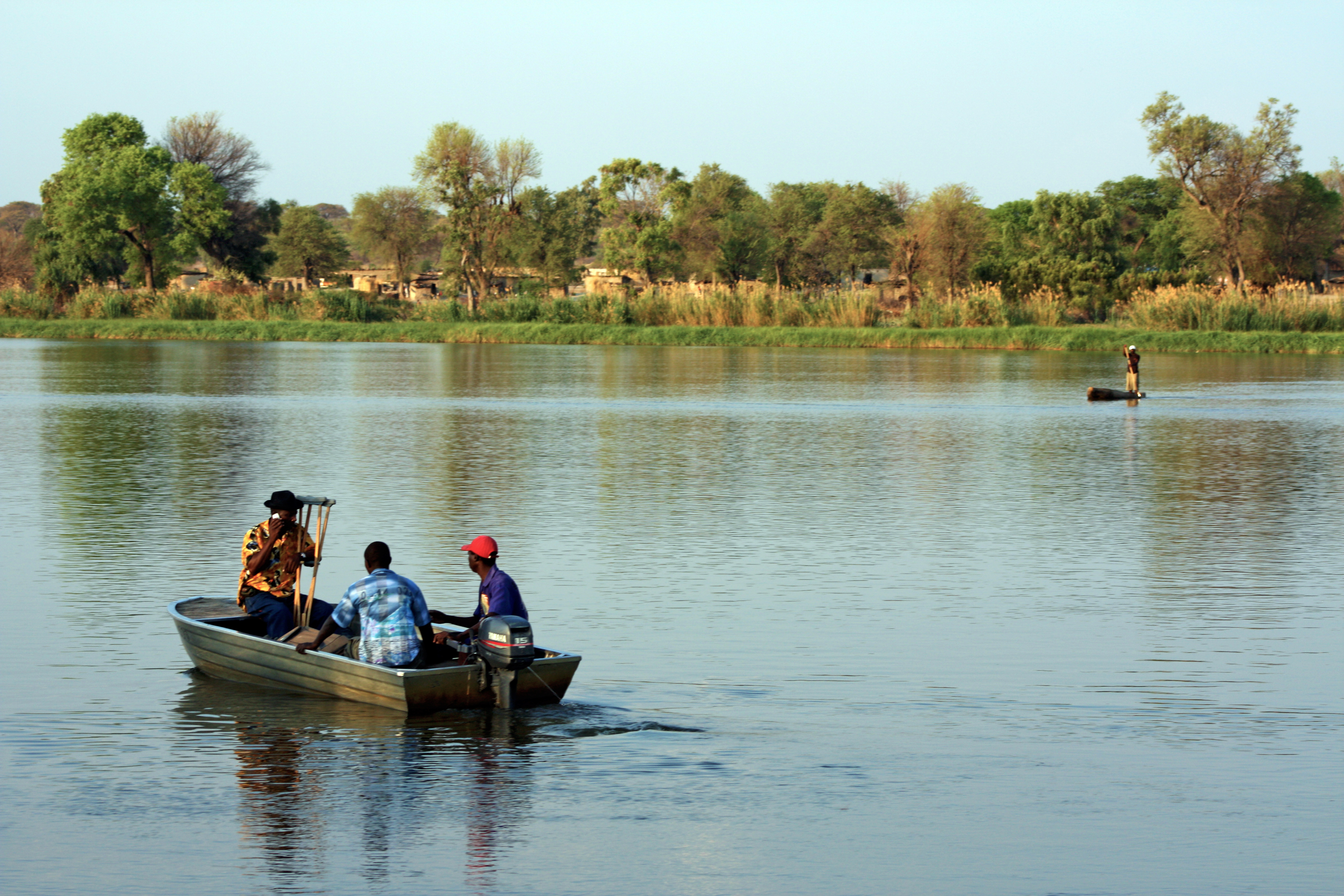
Tournage d'un documentaire sur l'Okavango, à la frontière entre les deux pays.

La frontière entre l'Angola et la Namibie séparent l'Angola et la Namibie, dans l'Ouest de l'Afrique australe.
Côté namibien, les villes de Eenhana, Rundu, Nkurenkuru, Ruacana et Oshikango se situent à proximité immédiate de la frontière.
À l'est de Rundu, la frontière suit sur quelques dizaines de kilomètres le cours du fleuve Okavango, lequel la traverse pour former le delta de l'Okavango au Botswana.
À son extrémité ouest, la frontière suit le cours du fleuve Kunene jusqu'à l'océan Atlantique en passant par les chutes Epupa. Cette frontière fut le lieu de combats lors de la guerre civile angolaise. 
Le Kunene est le centre de plusieurs projets entre l'Angola et la Namibie : projet hydroélectrique, d'approvisionnement transfrontalier en eau... 
À noter par ailleurs que la frontière entre l'Angola et la Namibie constitue également une limite de fuseau horaire (Angola : UTC+1 ; Namibie UTC+2). Ceci est inhabituel dans la mesure où les fuseaux horaires sont habituellement plutôt alignés sur les méridiens (dans le sens nord-sud), alors que la frontière entre l'Angola et la Namibie est orientée ouest-est. Le fuseau horaire de la Namibie a été changé à plusieurs reprises.